# کیرژاچ
شهر کیرژاچ (به روسی: Киржач) در کشور روسیه و در اوبلاست ولادیمیر واقع شده‌است.